# Hylophorbus infulatus
Espèce
Synonymes
- Phrynomantis infulata Zweifel, 1972
- Mantophryne infulata (Zweifel, 1972)

Statut de conservation UICN

 DD  : Données insuffisantes
Hylophorbus infulatus est une espèce d'amphibiens de la famille des Microhylidae.

## Répartition
Cette espèce est endémique de l'Est de la Papouasie-Nouvelle-Guinée. Elle n'est connue que dans sa localité type, Arau, dans les monts Kratke dans la province de Morobe, et dans les monts Adelbert dans la province de Madang,.

## Publication originale
- Zweifel, 1972 : Results of the Archbold Expeditions No. 97. A revision of the frogs of the subfamily Asterophryinae, family Microhylidae. Bulletin of the American Museum of Natural History, vol. 148, p. 411-546 (texte intégral).